# 公理语义学
公理语义学（Axiomatic semantics）是使用数理逻辑来证明程序正确性。程序中的命令的意义描述是通过对程序状态(state)的断言（assertion）效果。断言是逻辑语句——带变量的谓词，而这些变量定义了程序的状态。
公理语义学的一个实例是霍尔逻辑。 